# Рассказы о пилоте Пирксе
«Расска́зы о пило́те Пи́рксе» (пол. Opowieści o pilocie Pirxie) — цикл научно-фантастических рассказов польского писателя Станислава Лема.

## Рассказы цикла. Публикации
Первое отдельное издание цикла — Opowieści o pilocie Pirxie. Kraków: Wydawnictwo Literackie, 1968. Второе, расширенное, издание, включающее рассказ «Ананке», — 1973 год. К циклу также примыкает последний роман Лема «Фиаско» (1986), косвенно связанный с рассказами общим персонажем — пилотом Пирксом.
Рассказы расположены в порядке публикации, который в некоторых случаях противоречит «внутренней» хронологии цикла.

### Испытание
Испытание (Test; впервые — сборник «Вторжение с Альдебарана», Inwazja z Aldebarana, 1959) — начало карьеры Пиркса как пилота. Слывший туповатым кадет (курсант) Пиркс успешно справляется с чрезвычайной ситуацией во время учебного полёта, оказавшегося в действительности испытанием на тренажёре, а его блестящий однокурсник терпит неудачу. Позже проблема виртуальной реальности и её неотличимости от действительности обсуждалась Лемом в «Сумме технологии». Позже в интервью Лем отметил, что симуляция невесомости в земных условиях является невозможной.

### Патруль
Патруль (Patrol; впервые — там же) — пилот Пиркс во время патрульного полёта раскрывает загадку исчезновения двух таких же кораблей с пилотами, сам чудом избежав смерти, однако учёные, детально исследовавшие вопрос, получают всю славу, а Пиркс остаётся безвестен.

### Альбатрос
Альбатрос (Albatros; там же) — навигатор Пиркс летит в качестве пассажира на роскошном огромном межпланетном туристическом лайнере «Титан» рейсом Марс — Земля. Неожиданно Пиркс становится свидетелем, как команда лайнера, приняв сигнал SOS от гибнущего корабля «Альбатрос-4», спешит к нему на помощь, но катастрофа происходит на их глазах. Пассажиры же продолжают развлекаться.

### Терминус
Терминус (Terminus; впервые — в «Книге роботов», Księga robotów, 1961) — первый пилот Пиркс получает под своё начало старый, прошедший капитальный ремонт корабль «Кориолан» и находит на нём старого человекообразного робота, бывшего свидетелем катастрофы. Обнаружив, что робот неким образом не только помнит голоса погибающей прежней команды корабля — астронавты, изолированные в отсеках после столкновения корабля с метеоритным потоком, переговаривались посредством выстукивания азбукой Морзе по трубопроводам и перегородкам, а теперь робот во время своей рутинной работы, непроизвольно выстукивая морзянку, не просто воспроизводит запись переговоров погибших членов экипажа, а в некотором роде хранит сознания давно погибших астронавтов, — Пиркс приказывает списать старого робота на слом. В рассказе, как и в ряде других произведений Лема, заметно влияние писателя Стефана Грабинского (1887—1938).

### Условный рефлекс
Условный рефлекс (Odruch warunkowy; впервые — сборник «Лунная ночь», Noc księżycowa, 1963) — старшекурсник Пиркс, прекрасно справившись с испытанием устойчивости психики (длительное лишение внешних раздражителей в депривационной ванне), для преддипломной практики получает командировку на обратную сторону Луны на станцию «Менделеев». Там он снова чудом избегает участи погибших предшественников. В этом рассказе имеется ошибка: взрослый Пиркс называет свой возраст «Сто одиннадцать… в двоичной системе» (в десятичной системе — 7), в некоторых поздних изданиях это место исправлено на «десять тысяч сто одиннадцать» (что правдоподобно — 23). Возможно, имелось ввиду число 10011, которое можно так прочесть, и которое даёт возраст Пиркса 19 лет, что вполне соответствует контексту рассказа. Эта ошибка сохраняется и в некоторых переводах «Пиркса» на иностранные языки.

### Охота на Сэтавра
Охота на Сэтавра или Охота (Polowanie; впервые — сборник «Охота», 1965) — навигатор Пиркс участвует на Луне в охоте на взбесившегося повреждённого горнопроходческого человекообразного робота под названием Сэтавр, стреляющего по людям и вездеходам своим рабочим лазером. Пиркс находит робота, но другой розыскной вездеход ошибочно принимает Пиркса за находящегося рядом Сэтавра и открывает по Пирксу огонь. Робот спасает Пиркса своим ответным огнём по вездеходу, но Пиркс выстрелом сзади уничтожает своего спасителя, пытающегося уйти, и испытывает угрызения совести.

### Несчастный случай
Несчастный случай (Wypadek; там же) — во время пребывания экспедиции на землеподобной необитаемой планете далёкой звезды гибнет человекообразный робот. Пиркс приходит к выводу, что автомат решил после выполнения своей работы взойти, как альпинист, на опасную скалу, но сорвался. Спутники Пиркса пренебрежительно относятся к роботу и не верят в эту версию. В рассказе Лем снова рассматривает возможность наличия эмоций у робота и указывает на трудности осознания людьми морально-этических проблем взаимодействия с созданными ими искусственными существами, упоминая неоднозначный опыт Пиркса при командовании «Кориоланом» (рассказ «Терминус»). Рассказ выделяется из цикла местом действия не в Солнечной системе, а на планете другой звезды.

### Рассказ Пиркса
Рассказ Пиркса (Opowiadanie Pirxa; там же) — Пиркс в дружеской беседе рассказывает, как во время рутинного полёта с грузом на буксире случайно во внесолнечном метеоритном рое обнаружил дрейфующий в космосе гигантский артефакт внеземной цивилизации, но не смог ни записать эту встречу на плёнку, ни предоставить свидетелей, так как вся его команда была больна или пьяна.

### Дознание
Дознание (Rozprawa; там же) — командор Пиркс назначен капитаном экспериментальной команды корабля «Голиаф», состоящей частью из людей, частью же из внешне неотличимых от людей роботов, причём Пиркс не знает, кто именно человек, а кто робот (каждый из членов экипажа располагает информацией только о себе). У Сатурна корабль попадает в чрезвычайную ситуацию. Все ждут команды Пиркса, но он молчит. Первый пилот пытается выполнить маневр смертельный для людей, и так выясняется что он — робот. Одержимый мегаломанией, он выстроил математически безвыходную ситуацию в которой любое решение Пиркса вело к неминуемой гибели людей; он же планировал спасти после этого корабль и таким образом доказать своё превосходство над людьми. Однако Пиркс охвачен «человеческими» колебаниями и нерешительностью, и его бездействие спасает экипаж, а робот гибнет. В рассказе подчёркивается вопрос об определении «человеческого» и экзистенциальный страх человека от присутствия «Другого», схожего с ним киборга. В нём нашли отражение научные теории Н. Клайна 1950-х годов по преобразованию человеческого тела для того, чтобы человек мог переносить экстремальные условия космических полётов. Рассказ был экранизирован под названием «Дознание пилота Пиркса».

### Ананке
Ананке (Ananke), или Пиркс на Марсе (первая публикация — сборник «Бессонница», Bezsenność, 1971) — командор Пиркс участвует в расследовании катастрофы при посадке космического транспорта на марсианском плато Агатодемон и понимает её причины, вспомнив врачебный диагноз (ананкастический синдром), поставленный человеку, проводившему имитационные тренировочные тесты компьютера этого транспорта.

### Роман «Фиаско»
Фиаско (пол. Fiasko 1987) — роман, в котором упоминается командор Пиркс. Пиркс исчезает на спутнике Сатурна Титане, взявшись перегнать строительного робота-большехода («Диглатора») на соседний космодром. По всей видимости, его «Диглатор» попал под завал в долине ледяных гейзеров («Бирнамском лесу»), самостоятельно выбраться оттуда не смог, и Пиркс прибег к замораживанию в жидком азоте (витрификации). Спустя сто лет несколько витрификационных капсул (в том числе и капсула Пиркса) были подняты на борт звездолета «Эвридика», отправлявшегося в межзвездную экспедицию, но сведения, в какой капсуле кто находится, были утрачены. Тела в капсулах находились в плохом состоянии, поэтому удалось оживить только одного. Является ли оживлённый Пирксом, неизвестно, поскольку воскрешённый не помнит своего имени. В дальнейшем воскрешённый носит имя Марк Темпе. Он погибает на планете Квинта, став единственным землянином, которому удалось увидеть представителей местной цивилизации.

## Персонаж
Пиркс известен читателю только по фамилии, его имя в цикле не упоминается. С продвижением по службе он именуется последовательно «кадет» (в некоторых русских переводах «курсант»), «пилот», «навигатор», «командор». В названии фильма «Дознание пилота Пиркса» герой понижен на два звания (в соответствующем рассказе он «командор»).
По оценке критика Петра Крывака, Пиркс — «водитель космического ПКС» (польская транспортная корпорация времён социализма), а по словам Войцеха Орлиньского — «наиболее ПНРовский из героев Лема», так, отголоски социалистического реализма заметны в описаниях строительства на Марсе («Ананке») и в общем фоне рассказа «Дознание».
Для Пиркса характерны некоторая флегматичность, хладнокровие и подход к событиям с позиции «обыкновенного» человека, простого здравого смысла. По оценке Харолда Сигела, автора изданной Колумбийским университетом «Истории восточноевропейской литературы после 1945 года», Пиркс — «гениальный недотёпа» (bumbler). Пиркс несмел с женщинами и на протяжении всего цикла одинок (несколько раз упоминается о его друзьях, однако с мужчинами-персонажами рассказов Пиркс также выдерживает отчужденную дистанцию). Когда сестра коллеги пытается его спровоцировать, всё, на что он оказывается способен, — «шлепок по одному месту», затем он избегает этой девушки. Не решаясь заговорить с соседкой по роскошному межпланетному лайнеру, он сокрушается насчёт своей фамилии, которая кончается, не успев начаться: «Пиркс звучит почти как „икс“».
Орлиньский считает, что личность Пиркса не разработана Лемом настолько хорошо, как образ Ийона Тихого, однако является вполне психологически правдоподобной; среди любимых героев Лема есть и другие скромные и одинокие специалисты такого типа. Критик предполагает, что если бы Лем где-нибудь столкнул вместе «замкнутого флегматика» Пиркса и «болтливого холерика» Ийона Тихого, они смогли бы образовать слаженную дружескую пару, как Трурль и Клапауциус.
У Пиркса широкое (щекастое) лицо (рассказ «Условный рефлекс»). Рост его выше среднего (в рассказе «Условный рефлекс» скафандр для среднего роста ему оказывается мал, а для большого — велик). Вес Пиркса — около 70 кг (в рассказе «Терминус» упомянуто, что при полуторном ускорении он весил около 100 кг). Глаза у него светлые, с лучащими смешливыми морщинками в уголках (роман «Фиаско»).
С ранней юности увлекался альпинизмом (рассказы «Условный рефлекс», «Несчастный случай»). Любил острые блюда, например, жареную картошку с перцем, холодное пиво (рассказ «Патруль»), но часто предпочитал перекусывать в одиночестве печеньем (которое закупал по нескольку пачек), запивая минеральной водой (рассказы «Охота», «Ананке», «Условный рефлекс»).
Из литературных предпочтений: низкосортная («плохая») приключенческая фантастика во время полётов — «почитать в свободную минуту хоть с середины, потом отложить»; хорошие книги читал только на Земле («Рассказ Пиркса»). Не любил творчество Эдгара По («Ананке»).
Родился Пиркс приблизительно в начале 1970-х гг. В 2012 г. (рассказ «Ананке» — через 100 лет после «Титаника») ему было около 40 лет.
11 апреля 2018 года в честь Пиркса Международный астрономический союз присвоил название Pirx кратеру на Хароне, а 17 декабря 2019 года имя Pirx было дано экзопланете BD+14°4559 b в системе звезды Солярис в созвездии Пегаса.

## «Мир Пиркса»
Действие происходит в самом начале XXI века (в рассказе «Ананке» упоминается «должно быть, то же самое думали сто лет назад пассажиры „Титаника“») в эпоху космических межпланетных полётов, когда существуют соответствующие школы пилотов, регулярное патрулирование ближнего космоса, промышленные грузовые перевозки, исследовательские станции на планетах Солнечной системы и даже на ближайших планетах за её пределами, туристические полёты в космос и на Луну. Контактов с инопланетянами нет. Первые рассказы писались ещё до полёта Гагарина, но описания не так уж и далеки от начавшихся вскоре реальных космических полётов, хотя и содержат вполне простительные неточности. В ряде случаев сохраняются технологии, фактически на рубеже XX и XXI веков устаревшие, например, машинопись и фильмы на плёнках.
В «мире Пиркса» сохраняется мирное сосуществование двух систем во главе с США и СССР. Сам Пиркс и его ближайшие знакомые и коллеги живут в «западном» мире и носят западноевропейские фамилии (имена обычно не называются); валюта его страны — крона. О гражданстве обычно заходит речь лишь в связи со второстепенными персонажами.
С точки зрения Сергея Лукьяненко, «в первых рассказах о пилоте Пирксе выступает даже интернационал космонавтов, очевидно, с советскими космонавтами во главе. Более поздние произведения этого цикла имеют уже более космополитический и философский характер».

## Тематика
Тематика рассказов связана с духовным ростом человека, его слабыми и сильными сторонами, проблемами взаимоотношений человека и космоса, человека и машины (компьютер, андроид), способностям машины к самостоятельному мышлению и «человеческим» реакциям. Рассказы удачно совмещают серьёзные нравственные проблемы, увлекательные сюжеты и юмор.
Сам Лем следующим образом описывал своё отношение к рассказам цикла:

…должен сказать, что книгой, о которой я не могу сказать, будто её не люблю, однако и ценю не слишком, является цикл «Рассказы о пилоте Пирксе». За исключением двух-трех рассказов это не очень удачный сборник. Главной причиной этой слабости является его вторичность по отношению к Bildungsroman, то есть к роману о взрослении и процессе образования. Ведь Bildungsroman должен быть романом с эпическим размахом и широко набросанным историко-социальным фоном, в то время как притчи о доблестном Пирксе отличаются зауженной перспективой, ведь он появляется изолированно, без семьи и близких людей. Это результат того, что я собирался написать один, в крайнем случае два рассказа, а тем временем вещь неожиданно для меня самого вдруг разрослась. И уже не было возможности расширить вышеупомянутый фон, откуда на голову Пиркса вдруг свалилась бы родня. То, что естественно в рассказе, в цикле оборачивается некоторой неестественностью. Собственно, только два фрагмента мне нравятся до сих пор: «Ананке» и «Терминус».
— Станислав Бересь (Stanisław Bereś). Так говорил... Лем = Tako rzecze... Lem. — М.: «ACT», 2006. — С. 764. — ISBN 5-17-037107-1.
По оценке Орлиньского, цикл содержит несколько «несомненных литературных жемчужин»; критик выделяет, помимо «Ананке» и «Терминуса», также «Дознание» как затрагивающее важную проблематику сущности человека.

## Переводы
«Рассказы о пилоте Пирксе» выходили отдельными изданиями на тринадцати языках. Переведённые на английский в 1979 г., являются одной из самых известных книг Лема в англоязычной культуре.
Практически синхронно с выходом польских оригиналов рассказы переводились и на русский язык. Основные издания на русском языке:
- Лем С. Охота на Сэтавра. М., 1965. Под общим заглавием «Приключения звёздного навигатора» напечатаны первые шесть рассказов цикла.
- Лем С. Навигатор Пиркс; Голос неба. М., 1970. Опубликован весь цикл кроме рассказа «Ананке».
- Лем С. Рассказы о пилоте Пирксе. Лунная ночь. Радиопьеса. Собр. соч. в 10 тт. Т. 4. — М.: «Текст», 1993.

Отдельные рассказы:
- «Испытание». Впервые опубликован на русском в сокращённом переводе Е. Вайсброта в журнале «Смена», 1959, № 23. Всего имеется четыре русских перевода рассказа, в том числе перевод К. Душенко.
- «Патруль». Первая публикация на русском — в книге Лем С. Звёздные дневники Ийона Тихого. М., 1961 (в переводе Р. Нудельмана). Имеется также перевод К. Душенко.
- «Альбатрос». Впервые опубликован на русском в книге: Лем С. Вторжение с Альдебарана. М., 1960 (в переводе Т. Агапкиной).
- «Терминус». Первая публикация на русском — журнал «Иностранная литература», 1962, № 11 (в переводе Е. Вайсброта).
- «Условный рефлекс». Впервые опубликован на русском в журнале «Искатель», 1963, № 1 под названием «Лунная ночь» (в переводе Д. Брускина). Перевод А. Борисова — в сборнике «Охота на Сэтавра».
- «Охота». Первая публикация на русском языке под заглавием «Охота на Сэтавра» (в переводе Ф. Широкова) — в одноимённом сборнике.
- «Несчастный случай». Впервые опубликован на русском в сборнике «Навигатор Пиркс; Голос неба» (в переводе Е. Вайсброта).
- «Рассказ Пиркса». Первая публикация на русском — в журнале «Огонёк», 1965, № 48 (в переводе А. Громовой). Имеется также перевод К. Душенко.
- «Дознание». Впервые опубликован на русском в сборнике «Навигатор Пиркс; Голос неба» (в переводен А. Громовой и Р. Нудельмана). Печатался также в переводе А. Брускина под названием «Суд».
- «Ананке». Первая публикация на русском в книге: Через Солнечную сторону. М., 1971 (в переводе А. Громовой).

## Экранизации
Рассказ «Испытание» был впервые экранизирован в 1968 году на Центрнаучфильме режиссёром Е. Осташенко. Роль молодого Пиркса исполнил Виктор Павлов.
В 1973 году цикл экранизирован в Венгрии режиссёром Андрашем Райнаи (András Rajnai) под названием Pirx kalandjai. Роль главного героя исполнил Янош Папп (János Papp).
В 1978 году появилась экранизация рассказа «Дознание» под названием «Дознание пилота Пиркса», созданная польско-советским коллективом, режиссёр — Марек Пестрак (Marek Piestrak). В главной роли — Сергей Десницкий; в других ролях — Александр Кайдановский и Владимир Ивашов. Фильм неоднократно демонстрировался на российском телевидении.